# O Gene Egoísta
O Gene Egoísta (no original em inglês The Selfish Gene - 1976) é o primeiro livro de Richard Dawkins, em que ele apresenta uma teoria que procura explicar a evolução das espécies na perspectiva do gene e não do organismo, ou da espécie.

## Contexto
Segundo Dawkins, o organismo é apenas uma "máquina de sobrevivência" do gene, cujo objetivo é a sua auto-replicação, a espécie na qual ele existe é a "máquina" mais adequada a essa perpetuação. Analisando o comportamento de algumas espécies animais, Dawkins explica que o altruísmo que se observa em muitas espécies não é contraditório com o egoísmo do gene, mas contribui para a sua sobrevivência.
Segundo alguns, a teoria lançada por Dawkins pode ser interpretada como uma afirmação do liberalismo (do egoísmo como característica fundamental dos seres vivos, onde o altruísmo, quando existe, é apenas uma forma de perpetuar o indivíduo).
Neste livro, Dawkins reformula igualmente o conceito de meme, ou seja, o equivalente cultural do gene, a unidade básica da memória ou do conhecimento, que o ser humano transfere conscientemente para os seus descendentes.
Dawkins afirma no prefácio da primeira edição que os conceitos elaborados neste livro não são de sua autoria, uma vez que já tinham sido formulados por George C. Williams, J. Maynard Smith, W. D. Hamilton e R. L. Trivers.

## Crítica
Steven Rose afirma no livro "Not in Our Genes" que essa visão é reducionista, e também critica a psicologia evolutiva e o determinismo biológico contido nas ideias de Dawkins.[carece de fontes?] Steven Pinker considera que o livro deturpa as ideias de Dawkins e Edward O. Wilson, falsamente atribuindo crenças ridículas a eles.

## Prêmios e reconhecimentos
Em abril de 2016, Robert McCrum posicionou O Gene Egoísta em décimo lugar na lista dos 100 melhores livros de não-ficção.
Em julho de 2017, O Gene Egoísta figurou como o livro científico mais influente de todos os tempos em uma pesquisa comemorando o trigésimo aniversário do concurso de premiação de livros da Royal Society, a frente da Origem das Espécies de Charles Darwin e Principia Mathematica de Isaac Newton.